# 康文长
康文长，字長孺，江西泰和縣人，清朝政治人物。

## 生平
明崇禎十五年（1642年）壬午科江西鄉試舉人，清康熙十年（1671年）任江南上海县知县。